# Hilarimorpha orientalis
Hilarimorpha orientalis är en tvåvingeart som beskrevs av Frey 1954. Hilarimorpha orientalis ingår i släktet Hilarimorpha och familjen Hilarimorphidae.
Artens utbredningsområde är Filippinerna. Inga underarter finns listade i Catalogue of Life.